# چک-فرخنده غربی
چک-فرخنده غربی (نام علمی: Calyptophilus tertius) گونه‌ای آسیب‌پذیر از پرندگان گنجشک‌سان وابسته به تیرهٔ Calyptophilidae است. این گونه بومی جزیره هیسپانیولا است که در جمهوری دومینیکن و هائیتی مشترک است.